# كين أرمسترونغ
كين أرمسترونغ (بالإنجليزية: Ken Armstrong)‏ (و. 1924 – 1984 م) هو لاعب كرة قدم، ومدرب كرة قدم، من المملكة المتحدة، ولد في برادفورد، شارك في كأس العالم 1954، يلعب كلاعب وسط، توفي في نيوزيلندا، عن عمر يناهز 60 عاماً.

## روابط خارجية
- كين أرمسترونغ على موقع الاتحاد الدولي (مؤرشف)  (الإنجليزية)
- كين أرمسترونغ على موقع قاعدة بيانات كرة القدم.إي يو (الإنجليزية)
- كين أرمسترونغ على موقع ناشيونال فوتبول تيمز (الإنجليزية)
- كين أرمسترونغ على موقع Soccerway.com (الإنجليزية)
- كين أرمسترونغ على موقع عالم كرة القدم.نت (الإنجليزية)